# Beverly Kills 50187
Beverly Kills 50187 — дебютный мини-альбом американской хип-хоп группы Insane Clown Posse, выпущенный в 1993 году на лейбле «Psychopasic». Это первое сайдшоу из «Dark carnaval saga» группы. Группа сочла, что они должны выпускать EP между их студийными альбомами в течение «Dark carnaval saga», в целях удовлетворения их поклонников

## Об альбоме
Особенность «Beverly Kills 50187» отличается только появлением временного участника ICP Greez-E, который появлялся в песнях «In the Haughhh!» и «17 Dead». John Kickjazz, брат Shaggy 2 dope’а, покинул группу незадолго до релиза «Carnaval of Carnage», и Greez-E заменил его. Greez-E тоже покинул группу после релиза EP. Сообщение на автоответчике, звучащее в конце «The stalker», является настоящим сообщением, оставленным парнем, который преследовал девушку Violent j. Обложка, также как и все обложки альбомов из «Dark carnaval saga», была оформлена Shaggy 2 dope’ом.

## Список композиций
| # | Название        | Время | Автор(ы)                           | Продюсер(ы)                          | Дополнительная информация                    |
| - | --------------- | ----- | ---------------------------------- | ------------------------------------ | -------------------------------------------- |
| 1 | Beverly Kills   | 5:43  | Joseph Bruce Joseph Utsler         | Joseph Bruce Joseph Utsler           |                                              |
| 2 | 17 Dead         | 6:44  | Joseph Bruce                       | Esham A. Smith Joseph Bruce          |                                              |
| 3 | The Stalker     | 7:49  | Joseph Bruce                       | Joseph Bruce Mike E. Clark           |                                              |
| 4 | In the Haughhh! | 6:15  | Joseph Bruce Joseph Utsler Greez-E | Mike Clark Chris Conley Joseph Bruce | Гитара — Chris Conley Скретч — Joseph Utsler |
| 5 | Chop! Chop!     | 5:02  | Joseph Bruce                       | Esham A. Smith                       |                                              |
| 6 | Joke Ya Mind    | 8:30  | Joseph Bruce                       | Mike Clark Joseph Bruce              |                                              |

## Участники записи
- Violent J — вокал;
- Shaggy 2 Dope — вокал, вертушки;
- Greez-E — вокал;
- Esham — гостевой вокал;
- Mike E. Clark — вертушки, производство, композитор, инструменталы;
- Daniel Lynch — вертушки, бэк-вокал, производство;
- Lazaras Saumell — производство, освещение.